# Magdalena penitent (Sitges)
Magdalena penitent és un quadre d'El Greco conservat al Museu del Cau Ferrat a Sitges. En el seu catàleg raonat, Harold Wethey, dona a aquesta obra el número 263, i la col·loca en el tipus IV.

## Ressenya del personatge
El personatge de la Magdalena Penitent es considera com el resum de tres dones anomenades Magdalena que apareixen als Evangelis. Resumidament, L'Església Contrareformista la presentava com una dona pecadora, que va penedir-se mercès a la predicació de Jesús de Natzaret. Posteriorment es va consagrar a la meditació, assolint la santedat.
La devoció vers Maria Magdalena va ser especialment fomentada per l'Església de la Contrareforma espanyola, que va veure en aquesta Santa un model molt adient per tal d'estimular les virtuts del penediment i la meditació. Moltes de les obres d'art dedicades a aquesta santa remarquen la seva qualitat d'Anacoreta.

### Procedència
Aquesta pintura fou adquirida pel pintor català Santiago Rusiñol, aconsellat pel marxant d'art Josep Maria Jordà i Lafont, a finals del segle xix. És un exemple de l'atracció que sentiren els pintors modernistes per l'obra del Greco. Per a traslladar aquesta imatge des de l'estació ferroviària de Sitges a la casa del pintor, coneguda com el Cau Ferrat, avui museu, s'organitzà una processó d'artistes i literats. La pintura s'hi exhibeix al costat d'obres de Ramon Casas, Pablo Picasso o el mateix Santiago Rusiñol, entre d'altres.

## Còpies
- Museu de Santa Cruz; Toledo; Oli sobre Tela; Còpia del S. XVII; 104 × 93 cm.
- Oviedo; Oli sobre tela; 101 × 80 cm; Segons Wethey, podría ser una obra autèntica, enormement repintada, o una còpia tardana. La Santa vesteix roba blava en comptes de vermella.
- Hispanic Society of America; New York; 62 × 52 cm.; Oli sobre Tela; Còpia S. XVII;[2]